# بورجيا
آل بورجيا (بالإيطالية: Borgia)‏ أسرة أوروبية بابوية من أصل إسباني حيث تعود تسميتها إلى مقعد الإقطاعية العائلية «برجة» التي تعود إلى أسيادهم الأراغونيين. وبرزت تلك العائلة خلال عصر النهضة. كانت عائلة بورجيا رعاة للفنون وأدى دعمهم للسماح للعديد من الفنانين في عصر النهضة بتحقيق إمكاناتهم.